# 韋伯斯特 (紐約州)
韋伯斯特（英語：Webster）是一個位於美國紐約州門羅縣的鎮。

## 人口
根據2020年美國人口普查的數據，韋伯斯特的面積為60.60平方千米，當中陸地面積為60.00平方千米，而水域面積為0.60平方千米。當地共有人口45327人，而人口密度為每平方千米748人。